# Poddębice (gmina)
Pour les articles homonymes, voir Poddębice (homonymie).
Poddębice est une gmina (commune) mixte ou urbaine-rurale (gmina miejsko-wiejska) du powiat de Poddębice, dans la Voïvodie de Łódź, dans le centre de la Pologne.
Son siège administratif (chef-lieu) est la ville de Poddębice, qui se situe environ 37 kilomètres (km) à l'ouest de la capitale régionale Łódź (capitale de la voïvodie).
La gmina couvre une superficie de 224,66 km2 pour une population de 15 923 habitants en 2006, avec une population pour la ville de Poddębice de 7 875 habitants et une population de la partie rurale de 8 048 habitants.

## Géographie
Outre la ville de Poddębice , la gmina inclut les villages de:
- Adamów
- Antonina
- Bałdrzychów
- Balin
- Bliźnia
- Borzewisko
- Busina
- Chropy
- Chropy-Kolonia
- Dominikowice
- Dzierzązna
- Ewelinów
- Feliksów
- Gibaszew
- Golice
- Góra Bałdrzychowska
- Góra Bałdrzychowska-Kolonia
- Grocholice
- Jabłonka
- Józefów
- Józefów-Kolonia
- Kałów
- Karnice
- Klementów
- Kobylniki
- Krępa
- Ksawercin
- Leśnik, Łężki
- Lipki
- Lipnica
- Lubiszewice
- Małe
- Malenie
- Niemysłów
- Niewiesz
- Niewiesz-Kolonia
- Nowa Wieś
- Nowy Pudłów
- Panaszew
- Podgórcze
- Porczyny
- Praga
- Pudłówek
- Rąkczyn
- Sempółki
- Stary Pudłów
- Sworawa
- Szarów
- Tarnowa
- Tumusin
- Wilczków
- Wólka
- Zagórzyce

### Gminy voisines
La gmina de Poddębice est voisine des gminy suivantes :
- Dalików
- Dobra
- Lutomiersk
- Pęczniew
- Uniejów
- Wartkowice
- Zadzim.

## Administration
De 1975 à 1998, la gmina était attachée administrativement à l'ancienne voïvodie de Sieradz.

Depuis 1999, elle fait partie de la nouvelle voïvodie de Łódź.

## Structure du terrain
D'après les données de 2007, la superficie de la commune de Poddębice est de 224,66 kilomètres carrés, répartis comme telle :
- terres agricoles : 69 %
- forêts : 23 %

La commune représente 25,5 % de la superficie du powiat.

## Démographie
Données du 31 décembre 2007 :
| Description        | Total  | Total | Femmes | Femmes | Hommes | Hommes |
| ------------------ | ------ | ----- | ------ | ------ | ------ | ------ |
| Unité              | Nombre | %     | Nombre | %      | Nombre | %      |
| Population         | 15 994 | 100   | 8 215  | 51,4   | 7 779  | 48,6   |
| Densité (hab./km²) | 71,2   | 71,2  | 36,6   | 36,6   | 34,6   | 34,6   |